# Comunidade intencional
Comunidade intencional, também conhecida por associativismo voluntário, primeiramente apontada por Charles Fourier na constituição das comunidades intencionais conhecidas como falanstérios, é atualmente uma prática libertária, considerada por alguns como uma forma de ativismo, que visa criar espaços e comunidades autônomas dentro, mas principalmente fora dos centros urbanos, cujo objetivo principal é demonstrar a possibilidade do anarquismo enquanto prática cotidiana.
Pode ser também, simplesmente, denominado de comunalismo e tem origens anteriores[carece de fontes?] em comunidades cristãs, que também se autodenominaram "comunistas", embora estivessem muito distantes dos atuais conceitos marxistas e muito próximas dos conceitos do anarquismo, praticamente idênticos aos seus, a não ser no que diz respeito à crença religiosa.

## Falanstério
Falanstério era a denominação das comunidades intencionais idealizadas pelo filósofo francês Charles Fourier. Consistiam em grandes construções comunais que refletiriam uma organização harmônica e descentralizada onde cada um trabalharia nos conformes de suas paixões e vocações.

### Origem
Mais que nenhum outro pensador de seu tempo, Charles Fourier empenhou-se na tentativa de resolver todos os problemas da sociedade através da elaboração de um complexo sistema de organização social no qual toda pessoa, atividade ou coisa ocupava antecipadamente um lugar bem determinado. Fourier partia da crença de que o ser humano é intrinsecamente bom, porque é o depositário de uma harmonia natural que reflete a própria harmonia do universo. O problema residia na sociedade existente, que impedia o desenvolvimento completamente livre das qualidades do ser humano.

## Na atualidade
Em outubro de 2015, um levantamento feito pela "Fellowship for Intentional Community", indicava a existência de 2.717 comunidades intencionais em todo o mundo, das quais 463 seriam ecovilas e 22 estariam situadas no Brasil.
Em 2010, existiam no Brasil 50 comunidades intencionais filiadas à "Associação Brasileira de Comunidades Autossustentáveis" (Abrasca), entidade criada 1978 para congregar as comunidades alternativas brasileiras com o objetivo de facilitar a troca experiências e divulgar a existência desse tipo de comunidades no Brasil. Essa entidade promove anualmente o Encontro Nacional das Comunidades Aquarianas (Enca) e também o Festival Internacional de Cultura Alternativa (Fica).